# Список британських монархів

Королівський герб, трапляється в двох варіантах, один з яких використовується тільки в Шотландії

Існувало 12 монархів Королівства Великої Британії та Сполученого Королівства (див. Британська монархія). Королівство Великої Британії утворилося 1 травня 1707 року в результаті злиття Англійського і Шотландського королівств. які перебували в особистій унії з 24 березня 1603 року. 1 січня 1801 року Велика Британія злилися з Ірландським королівством (також раніше в особистій унії з Великою Британією), щоб сформувати Сполучене Королівство Великої Британії та Ірландії. Після того як частина Ірландії покинула союз 6 грудня 1922 року його ім'я було змінене 12 квітня 1927 року на Сполу́чене Королі́вство Вели́кої Брита́нії та Півні́чної Ірла́ндії.

## Династія Стюартів
| Ім'я                     | Портрет | Герб | Роки правління | Примітки       |
| ------------------------ | ------- | ---- | -------------- | -------------- |
| Анна Стюарт (англ. Anne) |         |      | 1707–1714      | Дочка Якова II |

## Ганноверська династія
Після смерті королеви Анни, згідно з Актом про спадкування престолу 1701 року, престол Великої Британії успадкував курфюрст Ганновера з родини Вельфів Георг Людвиг, онук Єлизавети Стюарт, доньки короля Якова I. У 1801 році Велика Британія та Ірландія були об'єднані в єдину державу.
| Ім'я                         | Портрет | Герб | Роки правління | Примітки                                                                               |
| ---------------------------- | ------- | ---- | -------------- | -------------------------------------------------------------------------------------- |
| Георг I (англ. George I)     |         |      | 1714–1727      | Правнук Якова I, курфюрст Ганновера з 1698 р.                                          |
| Георг II (англ. George II)   |         |      | 1727–1760      | Син Георга I, курфюрст Ганновера                                                       |
| Георг III (англ. George III) |         |      | 1760–1820      | Онук Георга II, курфюрст (з 1814 р. — король) Ганновера; в 1811 визнаний божевільним   |
| Георг IV (англ. George IV)   |         |      | 1820–1830      | Син Георга III, король Ганновера; в 1811–1820 — регент                                 |
| Вільям IV (англ. William IV) |         |      | 1830–1837      | Син Георга III, король Ганновера                                                       |
| Вікторія (англ. Victoria)    |         |      | 1837–1901      | Онучка Георга III, з 1877 р. — імператриця Індії, з 1867 р. королева Домініону Канада. |

## Саксен-Кобург-Готська династія
У 1901 році престол успадкував Едвард VII, син королеви Вікторії та її чоловіка принца Альберта Саксен-Кобург-Готського з родини Веттінів.
| Ім'я       | Портрет | Герб | Роки правління | Примітки                                                    |
| ---------- | ------- | ---- | -------------- | ----------------------------------------------------------- |
| Едвард VII |         |      | 1901–1910      | Син Вікторії, імператор Індії, король домініонів і колоній. |

## Віндзорська династія
У 1917 році назва Саксен-Кобург-Готської династії була офіційно змінена на Віндзорську через антинімецькі настрої в роки Першої світової війни. Після того, як в 1922 р. була проголошена незалежність Республіки Ірландії, назву держави було в 1927 році змінено на нову: Сполучене королівство Великої Британії та Північної Ірландії.
| Ім'я                              | Портрет | Герб | Роки правління | Примітки |
| --------------------------------- | ------- | ---- | -------------- | --- |
| Георг V (англ. George V)          |         |      | 1910–1936      | Син Едуарда VII, імператор Індії, король Королівств Співдружності та колоній. Засновник Віндзорської династії. |
| Едуард VIII (англ. Edward VIII)   |         |      | 1936           | Син Георга V, імператор Індії, король Королівств Співдружності та колоній. Зрікся престолу. Не був коронований. |
| Георг VI (англ. George VI)        |         |      | 1936–1952      | Син Георга V, імператор Індії (до 1947 р.), король Королівств Співдружності та колоній. |
| Єлизавета II (англ. Elizabeth II) |         |      | 1952–2022      | Донька Георга VI, голова Співдружності націй, королева Австралії, Канади, Нової Зеландії, Антигуа і Барбуди, Багамських островів, Барбадосу, Белізу, Гренади, Папуа Нової Гвінеї, Сент-Вінсенту і Гренадин, Сент-Кіттсу і Невісу, Сент-Люсії, Соломонових островів, Тувалу та Ямайки. |
| Чарльз III (англ. Charles III)    |         |      | з 2022         | Син Єлизавети II, голова Співдружності націй, король Австралії, Канади, Нової Зеландії, Антигуа і Барбуди, Багамських островів, Барбадосу, Белізу, Гренади, Папуа Нової Гвінеї, Сент-Вінсенту і Гренадин, Сент-Кіттсу і Невісу, Сент-Люсії, Соломонових островів, Тувалу та Ямайки.   |